# 5Н87
5Н87 (за класифікацією НАТО — Back Net) — рухомий трикоординатний радіолокаційний комплекс кругового огляду дециметрового діапазону. Призначений для контролю повітряного простору, автоматичного виявлення координат повітряних цілей. До складу комплексу входило типове для того часу поєднання двокоординатних РЛС та окремо висотомірів (ПРВ-13)..
Пізніше з'явилась 5Н87М — цифрова модернізація, яка являє собою трикоординатну станцію з можливістю трасової обробки радіолокаційної інформації для виводу на сучасні АСУ. Особливості: доплерівська фільтрація, використання ЕОМ та кольорових моніторів, знижене електроспоживання, можливість збільшення темпу огляду, придушування несинхронних радіозавад.

## Історія
Комплекс розроблявся і модернізувався на Правдинському радіозаводі, як заміна комплексу П-80 («Алтай»).. У 1975 році за розвиток і впровадження серійного виробництва комплексу ряд фахівців заводу та його конструкторського відділу стали лауреатами Державної премії СРСР. Елементною базою була електровакуумні лампи, термін роботи яких був не дуже довгий. Щоб забезпечити надійність вводилось чотирикратне дублювання радіоканалу. Це значно підвищувало ймовірність виконання бойової задачі.
5Н87 був одним з найбільш вдалих комплексів по сукупності показників потужності, енергетичних можливостей (ведення силової боротьби із постановниками радіозавад). Комплекс був дуже поширений у військах, постійно вдосконалювався і навіть використовувався для навчання офіцерів Київського вищого інженерного радіотехнічного училища протиповітряної оборони (КВІРТУ).
В 1999 році комплекс застосовувався для відбиття повітряних атак НАТО під час війни в Югославії

## Склад
Для перевезення комплексу використовувалось від 17 до 21 причепів. Через таку громіздкість і велику кількість кабельного господарства комплекс мав строк розгортання 38 годин, тому, хоч номінально і вважався рухомим, але найчастіше використовувався на стаціонарних позиціях військ ППО СРСР. До складу комплексу входили:
- причепи Д1 і Д2, радіолокаційні далекоміри з антенно-поворотними пристроями;
- центральний розподільчий пост (ЦРП-П) 5И55;
- причіп Т, технічний пост 19Т;
- причепи МП-1 і МП-2, обладнання модуляції;
- причіп И, індикаторна кабіна (у фургоні типу ПАУ-1) або виносні індикаторні пости ВП-87М;
- автокран 8Т210 на шасі автомобіля «Урал-375Д»;
- радіовисотоміри ПРВ-13, в модернізованих версіях могли бути ПРВ-13М чи ПРВ-17-2, 2-4 шт.;
- два наземних радіозапитувача;
- причіп з двома частотними перетворювачами 5П28;
- дизель-електростанція 5Е97 у фургоні типу КУНГ-П10 (або електростанції 5Э42);
- причіп «3» із запасним майном та вимірювальною апаратурою.

## РЛК 64Ж6
РЛК 64Ж6 («Небо») це подальша модифікація комплексу 5Н87. В цій модифікації традиційна лампова схемотехніка частково замінювалась напівпровідниковою. Ще однією зі змін була заміна висотоміра ПРВ-13 на більш сучасну модель ПРВ-17 — це була остання модель в лінійці окремих радіовисотомірів. Надалі все більшого поширення набували трикоординатні РЛС, які вміли визначати відразу і висоту цілі.
Для ефективної протидії радіозавадам в 64Ж6 запроваджувались цифрова система селекції рухомих цілей і поляризаційний захист у головному промені діаграми спрямованості.

## 5У66
Комплекс 5У66 «Відвід» (рос. Отвод) проєктувався в часи коли з'явились і все більшого поширення набували протирадарні ракети зокрема AGM-45 Shrike. Найпримітивнішим способом для захисту від них було швидке вимкнення радара, і для цього в 5Н87 запроваджувалась більш досконала система управління випромінюванням, але це залишало радар «сліпим». Для більш досконалого захисту під керівництвом А. Т. Романова було спроєктовано виріб 5У66. Це був окремий прилад, що імітує передавальний пристрій РЛК 5Н87. Він мав розташовуватися на деякій відстані від РЛК і синхронізувалося за моментами включення пристрою радіовипромінювання. При виявленні пуску протиракети противником 5У66 мав вимикати випромінювання комплексу 5Н87, але продовжувати випромінювання самостійно. Виріб успішно пройшов державні випробування на полігоні у Капустиному Яру і формально навіть був прийнятий на озброєння. Але жодного серійного екземпляра так і не було виготовлено з міркувань економії коштів, бо по суті це був одноразовий виріб.: